# Tenaya
Pour les articles homonymes, voir Tenaya (homonymie).
Tenaya est un chef amérindien mort en 1853 en Californie. Il est à la tête des Ahwahnechee qui vivaient dans la vallée de Yosemite quand celle-ci est visitée pour la première fois par l'Homme blanc au milieu du XIXe siècle. Son nom a été donné au lac Tenaya et au pic Tenaya qui le domine.